# Nati nel 1973/Maggio
| Questa pagina contiene informazioni ricavate automaticamente dalle voci biografiche con l'ausilio del template Bio e di un bot. L'aggiornamento è periodico e automatico e ricostruisce completamente la pagina. Se manca una persona in questa lista, sei pregato di non aggiungerla, ma accertati piuttosto che la sua voce biografica contenga il template Bio e che i dati anagrafici siano correttamente compilati. Se il template Bio manca, inseriscilo tu stesso o, in alternativa, metti l'avviso {{tmp\|Bio}} che ne segnala la mancanza. Se i dati riportati sono sbagliati, correggi direttamente la voce biografica; le modifiche saranno visibili in questa lista entro pochi giorni. Per chiarimenti vedi il progetto biografie. La lista contiene solo le 354 persone che sono citate nell'enciclopedia e per le quali è stato implementato correttamente il template Bio. Pagina aggiornata al 18 ago 2025. |

- 1º maggio - Nieves Anula, ex cestista spagnola
- 1º maggio - Paul Burke, rugbista a 15 e allenatore di rugby a 15 irlandese
- 1º maggio - Diana Hayden, modella, attrice e personaggio televisivo indiana
- 1º maggio - Raffaello Leonardo, canottiere italiano
- 1º maggio - Scott Marshall, allenatore di calcio e ex calciatore scozzese
- 1º maggio - Curtis Martin, ex giocatore di football americano statunitense
- 1º maggio - Guido Masala, fumettista e pubblicitario italiano
- 1º maggio - Oliver Neuville, allenatore di calcio e ex calciatore svizzero
- 1º maggio - Shen Si, ex calciatore e ex giocatore di calcio a 5 cinese
- 1º maggio - Rhonda Smith, ex cestista statunitense
- 1º maggio - Helmut Wittek, cantante e tecnico del suono tedesco
- 1º maggio - Susanne Wolff, attrice tedesca
- 1º maggio - Naoki Yoshida, autore di videogiochi giapponese
- 2 maggio - Hurl Beechum, ex cestista statunitense
- 2 maggio - Jarred Blancard, attore canadese
- 2 maggio - Urs Fischer, artista svizzero
- 2 maggio - Yūzō Fujioka, pilota motociclistico giapponese
- 2 maggio - Florian Henckel von Donnersmarck, regista, sceneggiatore e produttore cinematografico tedesco
- 2 maggio - Faith Idehen, ex velocista nigeriana
- 2 maggio - Didier Plaschy, allenatore di sci alpino e ex sciatore alpino svizzero
- 2 maggio - Aris Prodani, politico italiano
- 2 maggio - Richard Schuil, ex pallavolista e giocatore di beach volley olandese
- 2 maggio - Piotr Szybilski, ex cestista polacco
- 2 maggio - Víctor Ullate Roche, attore, ballerino e coreografo spagnolo
- 3 maggio - Gharib Amzine, allenatore di calcio e ex calciatore marocchino
- 3 maggio - Jamie Baulch, ex velocista britannico
- 3 maggio - Rea Garvey, cantautore e chitarrista irlandese
- 3 maggio - Frédéric Miclotte, copilota di rally belga
- 3 maggio - Francesco Orsini, ex cestista italiano
- 3 maggio - Elena Percivaldi, saggista, storica e scrittrice italiana
- 3 maggio - Carlo Pestelli, cantautore, scrittore e musicista italiano
- 3 maggio - Michael Reiziger, allenatore di calcio e ex calciatore olandese
- 3 maggio - Maurizio Scanavino, dirigente d'azienda e dirigente sportivo italiano
- 4 maggio - Katrin Apel, ex sciatrice nordica tedesca
- 4 maggio - Guillermo Barros Schelotto, allenatore di calcio e ex calciatore argentino
- 4 maggio - Gustavo Barros Schelotto, allenatore di calcio e ex calciatore argentino
- 4 maggio - Davide Cadoni, ex mezzofondista italiano
- 4 maggio - Cage, rapper statunitense
- 4 maggio - Leonardo Cauteruchi, ex calciatore argentino
- 4 maggio - John Henderson, giocatore di freccette scozzese
- 4 maggio - Rikarudo Higa, allenatore di calcio a 5, ex giocatore di calcio a 5 e ex calciatore brasiliano
- 4 maggio - Michele Leone, saggista, storico e filosofo italiano
- 4 maggio - John Madden, allenatore di hockey su ghiaccio e ex hockeista su ghiaccio canadese
- 4 maggio - Cristiana Rossi, doppiatrice italiana
- 4 maggio - Giuseppe Zappella, allenatore di calcio e ex calciatore italiano
- 5 maggio - Brooke Ashley, ex attrice pornografica sudcoreana
- 5 maggio - Marika Aurigemma, ex cestista italiana
- 5 maggio - Andreas Bausewein, politico tedesco
- 5 maggio - Francesco Filidei, compositore e organista italiano
- 5 maggio - Yolanda García, ex cestista spagnola
- 5 maggio - Pascal Gentil, taekwondoka francese
- 5 maggio - Nicola Guaglianone, sceneggiatore italiano
- 5 maggio - Johan Hedberg, ex hockeista su ghiaccio svedese
- 5 maggio - Barbara Livi, attrice italiana
- 5 maggio - Muhsin Muhammad, ex giocatore di football americano statunitense
- 5 maggio - Alex Namazaba, ex calciatore zambiano
- 5 maggio - Filip Remunda, regista, direttore della fotografia e produttore cinematografico ceco
- 5 maggio - Francesca Rinaldi, attrice e doppiatrice italiana
- 6 maggio - Emily Atef, regista tedesca
- 6 maggio - Ferenc Horváth, allenatore di calcio e ex calciatore ungherese
- 6 maggio - Andreas Norlén, politico svedese
- 6 maggio - Marco Platania, ex rugbista a 15 e dirigente d'azienda italiano
- 6 maggio - Joe Spiteri, ex calciatore australiano
- 6 maggio - Dejan Tomašević, ex cestista serbo
- 6 maggio - André Øvredal, regista e sceneggiatore norvegese
- 7 maggio - Tomas Antonelius, ex calciatore svedese
- 7 maggio - Sokol Balla, giornalista, conduttore televisivo e scrittore albanese
- 7 maggio - Marino Curnis, viaggiatore italiano
- 7 maggio - Jürgen Hasler, ex sciatore alpino liechtensteinese
- 7 maggio - Richard Lugo, ex cestista venezuelano
- 7 maggio - Kristian Lundin, compositore, produttore discografico e cantautore svedese
- 7 maggio - Ylli Manjani, giurista, docente e politico albanese
- 7 maggio - Kaoru Nagadome, ex calciatrice giapponese
- 7 maggio - Godwin Owinje, ex cestista nigeriano
- 7 maggio - Paolo Savoldelli, commentatore televisivo e ex ciclista su strada italiano
- 7 maggio - Cristiano Turato, chitarrista e cantante italiano
- 7 maggio - Denis Wucherer, allenatore di pallacanestro e ex cestista tedesco
- 8 maggio - Hiromu Arakawa, fumettista giapponese
- 8 maggio - Jesús Arellano, ex calciatore messicano
- 8 maggio - Suzanne Balogh, tiratrice a volo australiana
- 8 maggio - Manfred Bischof, politico liechtensteinese
- 8 maggio - Z-Chen, cantante malaysiano
- 8 maggio - Laurent Charvet, ex calciatore francese
- 8 maggio - David Frigout, ex cestista francese
- 8 maggio - Kam Heskin, attrice statunitense
- 8 maggio - İlqar Mirzəyev, militare azero († 2020)
- 8 maggio - Alexander Pulalo, ex calciatore indonesiano
- 8 maggio - Luis Tevenet, allenatore di calcio e ex calciatore spagnolo
- 8 maggio - Paul Warne, allenatore di calcio e ex calciatore inglese
- 8 maggio - Jennifer Hope Wills, cantante e attrice statunitense
- 9 maggio - Roland Assinger, allenatore di sci alpino e ex sciatore alpino austriaco
- 9 maggio - Sandra Benad, schermitrice tedesca
- 9 maggio - Pablo Bouza, ex rugbista a 15 e allenatore di rugby a 15 argentino
- 9 maggio - Tegla Loroupe, ex mezzofondista e maratoneta keniota
- 9 maggio - Alex Martin, attrice e produttrice televisiva statunitense
- 9 maggio - Donka Minčeva, ex sollevatrice bulgara
- 9 maggio - Óscar Ortiz, ex tennista messicano
- 9 maggio - Arūnas Pukelevičius, ex calciatore lituano
- 9 maggio - Dragan Tarlać, ex cestista jugoslavo
- 10 maggio - Gareth Ainsworth, allenatore di calcio e ex calciatore inglese
- 10 maggio - Beatrice Alemagna, scrittrice e illustratrice italiana
- 10 maggio - Steve Berra, skater statunitense
- 10 maggio - Youssef Chippo, ex calciatore marocchino
- 10 maggio - Jacopo Cuttini, allenatore di pallavolo italiano
- 10 maggio - Gaetano De Rosa, ex calciatore italiano
- 10 maggio - Joshua Eagle, allenatore di tennis e ex tennista australiano
- 10 maggio - Tana French, scrittrice e attrice teatrale statunitense
- 10 maggio - Aviv Geffen, musicista, cantautore e produttore discografico israeliano
- 10 maggio - Lesli Margherita, attrice e cantante statunitense
- 10 maggio - Kevin McBride, ex pugile irlandese
- 10 maggio - Ganiyu Owolabi, ex calciatore nigeriano
- 10 maggio - Răzvan Petcu, ex nuotatore rumeno
- 10 maggio - Mahmud Qurbanov, allenatore di calcio e ex calciatore azero
- 10 maggio - Ollie le Roux, ex rugbista a 15 e allenatore di rugby a 15 sudafricano
- 10 maggio - Rüştü Reçber, ex calciatore turco
- 10 maggio - Jerome Williams, ex cestista statunitense
- 10 maggio - Katsutomo Ōshiba, allenatore di calcio e ex calciatore giapponese
- 11 maggio - Aljaksej Aljaksandraŭ, scacchista bielorusso
- 11 maggio - Alexander Gschliesser, allenatore di hockey su ghiaccio e ex hockeista su ghiaccio italiano
- 11 maggio - Amik Guerra, trombettista cubano
- 11 maggio - Gökhan Güney, ex cestista turco
- 11 maggio - Kasia Klich, cantante polacca
- 11 maggio - Igor Matovič, politico slovacco
- 11 maggio - Mark Neveldine, regista e sceneggiatore statunitense
- 11 maggio - Annalisa Nisiro, ex nuotatrice italiana
- 11 maggio - Álvaro Núñez, ex calciatore uruguaiano
- 11 maggio - Tsuyoshi Ogata, maratoneta giapponese
- 11 maggio - Elena Paparazzo, ex cestista italiana
- 11 maggio - Marco Pastore, ex sciatore alpino italiano
- 11 maggio - Dean Pullar, tuffatore australiano
- 11 maggio - Jarosław Rodzewicz, schermidore polacco
- 11 maggio - Ermin Šiljak, ex calciatore sloveno
- 11 maggio - Sabine Völker, ex pattinatrice di velocità su ghiaccio tedesca
- 11 maggio - Noe Zárate, ex calciatore messicano
- 12 maggio - Mackenzie Astin, attore statunitense
- 12 maggio - Mikkel Beck, ex calciatore e procuratore sportivo danese
- 12 maggio - Fabrice Catherine, ex calciatore francese
- 12 maggio - Xavier Dorfman, canottiere francese
- 12 maggio - Filipe Gouveia, allenatore di calcio e ex calciatore portoghese
- 12 maggio - Takayuki Nishigaya, allenatore di calcio e ex calciatore giapponese
- 12 maggio - Lutz Pfannenstiel, dirigente sportivo, allenatore di calcio e ex calciatore tedesco
- 12 maggio - Björn Rzoska, politico belga
- 12 maggio - Aurelijus Skarbalius, allenatore di calcio e ex calciatore lituano
- 12 maggio - Muene Tshijuka, ex cestista della Repubblica Democratica del Congo
- 13 maggio - Mercedes Ambrus, modella e attrice pornografica ungherese
- 13 maggio - Franck Dumoulin, tiratore a segno francese
- 13 maggio - Desmond Koh, ex nuotatore singaporiano
- 14 maggio - Cristiano Andrei, ex discobolo italiano
- 14 maggio - Laurence Andretto, ex tennista francese
- 14 maggio - Natalie Appleton, cantante canadese
- 14 maggio - Guendalina Buffon, ex pallavolista italiana
- 14 maggio - Chris Cleave, scrittore e giornalista britannico
- 14 maggio - Anders Eriksson, pilota motociclistico svedese
- 14 maggio - Bjørn Holter, giocatore di calcio a 5 e calciatore norvegese
- 14 maggio - Nathalie Kosciusko-Morizet, politica francese
- 14 maggio - Voshon Lenard, ex cestista statunitense
- 14 maggio - Pierfrancesco Majorino, politico e scrittore italiano
- 14 maggio - Ugo Mola, ex rugbista a 15 e allenatore di rugby a 15 francese
- 14 maggio - Francesco Pezzulli, doppiatore, direttore del doppiaggio e attore italiano
- 14 maggio - Clare Teal, cantante e conduttrice radiofonica britannica
- 14 maggio - Hakan Ünsal, ex calciatore turco
- 14 maggio - Loretta Vaccaro, ex cestista italiana
- 14 maggio - Julian White, rugbista a 15 britannico
- 14 maggio - Shanice, cantante, attrice e personaggio televisivo statunitense
- 14 maggio - Mike van de Goor, ex pallavolista olandese
- 15 maggio - Massimo Bellano, allenatore di pallavolo italiano
- 15 maggio - Suzannah Bianco, sincronetta statunitense
- 15 maggio - Mattia Boschetti, conduttore televisivo, scenografo e conduttore radiofonico italiano
- 15 maggio - Michele Dalai, scrittore e autore televisivo italiano
- 15 maggio - Laura Codruța Kövesi, magistrata rumena
- 15 maggio - Päivi Lepistö, cantante finlandese
- 15 maggio - Ivan Lunardi, ex saltatore con gli sci italiano
- 15 maggio - Anders Manga, musicista e cantante statunitense
- 15 maggio - Patrick Mayo, ex calciatore sudafricano
- 15 maggio - John McCusker, polistrumentista, compositore e produttore discografico scozzese
- 15 maggio - Charles Minlend, ex cestista camerunese
- 15 maggio - Marinella Piolanti, ex calciatrice e allenatrice di calcio italiana
- 15 maggio - Wolfgang Rottmann, ex biatleta austriaco
- 15 maggio - Waldir Sáenz, ex calciatore peruviano
- 15 maggio - Brian Said, ex calciatore maltese
- 15 maggio - Emilia Tsoulfa, velista greca
- 16 maggio - Jason Acuña, conduttore televisivo e attore statunitense
- 16 maggio - Oļegs Blagonadeždins, ex calciatore lettone
- 16 maggio - Craig Brockman, produttore discografico statunitense
- 16 maggio - Corinne Cahen, politica e giornalista lussemburghese
- 16 maggio - Richard Dempsey, attore britannico
- 16 maggio - Patrik Fredriksson, ex tennista svedese
- 16 maggio - Alessandra Pescosta, ex snowboarder italiana
- 16 maggio - Tori Spelling, attrice statunitense
- 16 maggio - Kōsuke Toriumi, doppiatore giapponese
- 16 maggio - Thomas Waitz, politico austriaco
- 17 maggio - Sasha Alexander, attrice e regista televisiva statunitense
- 17 maggio - Natalie Brown, attrice e modella canadese
- 17 maggio - Petr Gabriel, ex calciatore ceco
- 17 maggio - Josh Homme, cantante, chitarrista e batterista statunitense
- 17 maggio - Mario Ledesma, ex rugbista a 15 e allenatore di rugby a 15 argentino
- 17 maggio - Veronica Mazza, attrice italiana
- 17 maggio - Matthew McGrory, attore statunitense († 2005)
- 17 maggio - Eros Puglielli, regista italiano
- 17 maggio - Are Torpe, ex sciatore alpino norvegese
- 18 maggio - Pegguy Arphexad, ex calciatore francese
- 18 maggio - The Blue Meanie, wrestler statunitense
- 18 maggio - Markus Brunner, ex hockeista su ghiaccio italiano
- 18 maggio - Clementina Cantoni, funzionaria italiana
- 18 maggio - Sjarhej Dalidovič, ex fondista bielorusso
- 18 maggio - Riccardo De Filippis, attore italiano
- 18 maggio - Chantal Kreviazuk, cantautrice e attrice canadese
- 18 maggio - Donyell Marshall, ex cestista e allenatore di pallacanestro statunitense
- 18 maggio - Elisa Minari, musicista e bassista italiana
- 18 maggio - Raoul Savoy, allenatore di calcio svizzero
- 18 maggio - Geoffray Toyes, ex calciatore francese
- 18 maggio - Tōru Ukawa, pilota motociclistico giapponese
- 19 maggio - Davide Burani, arpista italiano
- 19 maggio - Luca Cavallo, dirigente sportivo, allenatore di calcio e ex calciatore italiano
- 19 maggio - Dario Franchitti, ex pilota automobilistico britannico
- 19 maggio - Andreas Johansson, ex hockeista su ghiaccio svedese
- 19 maggio - Hugues Obry, ex schermidore francese
- 19 maggio - Milagros Palma, schermitrice cubana
- 19 maggio - Alice Roberts, antropologa e docente inglese
- 20 maggio - Nuris Arias, pallavolista dominicana
- 20 maggio - Eleonora Benfatto, ex modella e conduttrice televisiva italiana
- 20 maggio - Mara Cunningham, ex cestista statunitense
- 20 maggio - Håvard Halvorsen, ex calciatore norvegese
- 20 maggio - Keisuke Kurihara, allenatore di calcio e ex calciatore giapponese
- 20 maggio - Tat'jana Lebedeva, ex sciatrice alpina russa
- 20 maggio - Elsa Lunghini, attrice e cantante francese
- 20 maggio - Patricia Navidad, attrice e cantante messicana
- 20 maggio - Roger Nordstrand, ex calciatore svedese
- 20 maggio - Samuele Papi, allenatore di pallavolo e ex pallavolista italiano
- 20 maggio - Jun'ichi Watanabe, ex calciatore giapponese
- 20 maggio - James Watkins, sceneggiatore e regista britannico
- 21 maggio - Stewart Cink, golfista statunitense
- 21 maggio - Andrea De Marco, ex arbitro di calcio e opinionista italiano
- 21 maggio - Marcello Ferrarini, cuoco e personaggio televisivo italiano
- 21 maggio - Noel Fielding, comico, scrittore e attore britannico
- 21 maggio - Oyié Flavié, ex calciatore camerunese
- 21 maggio - Simon Hiscocks, velista britannico
- 21 maggio - Paolo Montalbán, attore filippino
- 21 maggio - Olena Radčenko, ex pallamanista ucraina
- 21 maggio - Peter Strickland, regista e sceneggiatore inglese
- 22 maggio - Alfonso Albert, ex cestista spagnolo
- 22 maggio - Emilio Alzamora, pilota motociclistico spagnolo
- 22 maggio - Yannick Bru, ex rugbista a 15 e allenatore di rugby a 15 francese
- 22 maggio - Marcel Gibon, ex calciatore francese
- 22 maggio - Steffen Højer, allenatore di calcio, dirigente sportivo e ex calciatore danese
- 22 maggio - Donell Jones, cantautore statunitense
- 22 maggio - Nikolaj Lie Kaas, attore danese
- 22 maggio - Kristina Ophardt, ex schermitrice tedesca
- 22 maggio - Tat'jana Petrova, ex pallanuotista russa
- 22 maggio - Kjetil Ruthford Pedersen, allenatore di calcio e ex calciatore norvegese
- 22 maggio - Danny Tiatto, ex calciatore australiano
- 22 maggio - Pascal Touron, canottiere francese
- 22 maggio - Stephen Walters, attore inglese
- 22 maggio - Joey Woody, ex ostacolista statunitense
- 23 maggio - Massimo Botti, allenatore di pallavolo e ex pallavolista italiano
- 23 maggio - Emperor Magus Caligula, cantante svedese
- 23 maggio - Susanna Heikki, cantante finlandese
- 23 maggio - Richard Hill, ex rugbista a 15 britannico
- 23 maggio - Makoto Kakegawa, ex calciatore giapponese
- 23 maggio - Rosaria Désirée Klain, giornalista e direttrice artistica italiana
- 23 maggio - Maxwell, musicista e cantante statunitense
- 23 maggio - Yifat Shasha-Biton, educatrice e politica israeliana
- 23 maggio - Saúl Vasco, ex schermidore colombiano
- 24 maggio - Julián Villagrán, attore spagnolo
- 24 maggio - Karim Alami, ex tennista marocchino
- 24 maggio - Dragan Bajić, ex cestista e allenatore di pallacanestro bosniaco
- 24 maggio - Rodrigo Bueno, cantautore argentino († 2000)
- 24 maggio - Gustavo Oscar Carrara, arcivescovo cattolico argentino
- 24 maggio - Éric Carrière, ex calciatore francese
- 24 maggio - Bartolo Colón, giocatore di baseball dominicano
- 24 maggio - Dannes Coronel, calciatore ecuadoriano († 2020)
- 24 maggio - Michelle Dillon, triatleta britannica
- 24 maggio - Armando Festa, sceneggiatore e scrittore italiano
- 24 maggio - Peter Heine Nielsen, scacchista danese
- 24 maggio - Naoki Hiraoka, ex calciatore giapponese
- 24 maggio - Jill Johnson, cantante svedese
- 24 maggio - Steffen Kjærgaard, dirigente sportivo, ex ciclista su strada e pistard norvegese
- 24 maggio - Shirish Kunder, montatore e regista indiano
- 24 maggio - Alessandro Lamonica, allenatore di calcio e ex calciatore italiano
- 24 maggio - Kevin Livingston, ex ciclista su strada statunitense
- 24 maggio - Ruslana Lyžyčko, cantante, politica e attivista ucraina
- 24 maggio - Mwape Miti, ex calciatore zambiano
- 24 maggio - Guy Nattiv, regista, sceneggiatore e produttore cinematografico israeliano
- 24 maggio - Dermot O'Leary, conduttore televisivo e conduttore radiofonico britannico
- 24 maggio - Vladimír Šmicer, allenatore di calcio e ex calciatore ceco
- 24 maggio - Elena Viktorovna Tregubova, giornalista russa
- 24 maggio - Myo Hlaing Win, ex calciatore birmano
- 25 maggio - Anna Baar, scrittrice austriaca
- 25 maggio - Francesco Bianconi, cantautore, polistrumentista e scrittore italiano
- 25 maggio - Grazia Buttaccio Tardio, allenatrice di calcio e ex calciatrice italiana
- 25 maggio - Germano D'Abramo, matematico e fisico italiano
- 25 maggio - Francesco Deias, carabiniere italiano († 2008)
- 25 maggio - Daz Dillinger, produttore discografico e rapper statunitense
- 25 maggio - Demetri Martin, attore, comico e musicista statunitense
- 25 maggio - Duncan Free, canottiere australiano
- 25 maggio - Maura Genovesi, tiratrice a segno italiana
- 25 maggio - Saadi Gheddafi, imprenditore e ex calciatore libico
- 25 maggio - Maurizio Lorenzi, scrittore e poliziotto italiano
- 25 maggio - Marco Meoni, ex pallavolista italiano
- 25 maggio - Giōrgos Nasiopoulos, ex calciatore greco
- 25 maggio - Yonatan Razel, cantante, compositore e direttore d'orchestra israeliano
- 25 maggio - Melodie Robinson, giornalista e ex rugbista a 15 neozelandese
- 25 maggio - Molly Sims, modella e attrice statunitense
- 25 maggio - Tomasz Zdebel, allenatore di calcio e ex calciatore polacco
- 26 maggio - Clémentine Autain, politica e giornalista francese
- 26 maggio - Magdalena Kožená, mezzosoprano ceca
- 26 maggio - João Manuel Pinto Tomé, ex calciatore portoghese
- 26 maggio - Ihor Rachajev, allenatore di calcio e ex calciatore ucraino
- 27 maggio - Emanuela Aureli, imitatrice italiana
- 27 maggio - Zoran Ban, ex calciatore croato
- 27 maggio - Alessandro Cambalhota, ex calciatore brasiliano
- 27 maggio - Nikolaj Dubinin, vescovo cattolico e religioso russo
- 27 maggio - Matteo Fornari, militare italiano
- 27 maggio - Jack McBrayer, attore e comico statunitense
- 27 maggio - Junko Mizuno, artista e fumettista giapponese
- 27 maggio - Guadalupe Nettel, scrittrice messicana
- 27 maggio - Serginho Fraldinha, ex calciatore brasiliano
- 27 maggio - Daniel da Silva, ex calciatore brasiliano
- 27 maggio - Tana Umaga, ex rugbista a 15 e allenatore di rugby a 15 neozelandese
- 28 maggio - Alexander Blessin, allenatore di calcio e ex calciatore tedesco
- 28 maggio - Caio Farinha, ex giocatore di calcio a 5 brasiliano
- 28 maggio - Helen-Ann Hartley, vescova anglicana britannica
- 28 maggio - Raza Jaffrey, attore britannico
- 28 maggio - Nathan Jones, allenatore di calcio e ex calciatore gallese
- 28 maggio - Nery Kennedy, ex giavellottista paraguaiano
- 28 maggio - Oleg Kornienko, allenatore di calcio e ex calciatore russo
- 28 maggio - Udo Lehmann, bobbista tedesco
- 28 maggio - Lionel Letizi, ex calciatore francese
- 28 maggio - Oleksandr Lochmančuk, ex cestista e allenatore di pallacanestro ucraino
- 28 maggio - Alessandro Mamoli, giornalista, conduttore televisivo e ex cestista italiano
- 28 maggio - Marco Paulo, allenatore di calcio, dirigente sportivo e ex calciatore portoghese
- 28 maggio - Gustavo Reggi, allenatore di calcio e ex calciatore argentino
- 29 maggio - Cristina Ali Farah, scrittrice e poetessa italiana
- 29 maggio - Etdrick Bohannon, ex cestista statunitense
- 29 maggio - Steve Corino, ex wrestler canadese
- 29 maggio - Keith Fullerton Whitman, musicista statunitense
- 29 maggio - Lee Jones, ex calciatore gallese
- 29 maggio - Tomoko Kaneda, doppiatrice giapponese
- 29 maggio - Alpay Özalan, dirigente sportivo, allenatore di calcio e ex calciatore turco
- 29 maggio - Scot Project, disc jockey tedesco
- 29 maggio - Radek Slončík, ex calciatore ceco
- 30 maggio - Marco Ambrosio, allenatore di calcio e ex calciatore italiano
- 30 maggio - Tina Bay, ex fondista norvegese
- 30 maggio - Michael Brunner, ex sciatore alpino tedesco
- 30 maggio - David Fernández Borbalán, ex arbitro di calcio spagnolo
- 30 maggio - Leigh Francis, attore britannico
- 30 maggio - Andrea Gattinoni, attore italiano
- 31 maggio - Arkadij Belyj, allenatore di calcio a 5 e ex giocatore di calcio a 5 russo
- 31 maggio - Rodrigo Cortés, regista, sceneggiatore e produttore cinematografico spagnolo
- 31 maggio - Pedro Díaz Lobato, ex ciclista su strada spagnolo
- 31 maggio - Nataša Korolëva, cantante, attrice e personaggio televisivo russa
- 31 maggio - Nina Lemeš, ex biatleta ucraina
- 31 maggio - Dominique Monami, ex tennista belga
- 31 maggio - Adriana Volpe, conduttrice televisiva e ex modella italiana